# Jukkasjärvi (meer)
Het meer Jukkasjärvi ligt binnen de Zweedse gemeente Kiruna in de provincie Norrbottens län. Het dorp Jukkasjärvi ligt op de noordelijke oever van het meer. Het meer is drie km lang en een km breed, het is eigenlijk meer een plaatselijke verbreding van de Torne.